# Sot de Sant Bartomeu
El Sot de Sant Bartomeu és una vall estreta i feréstega, del terme municipal de l'Ametlla del Vallès, al Vallès Oriental, a l'àmbit de la urbanització i barri de El Serrat.
És a l'extrem nord-oest del terme, en el vessant meridional del Puiggraciós, a llevant de la masia de Can Bonfadrí i al sud-est de l'ermita de Sant Bartomeu de Mont-ras. El seu extrem de ponent entra en el terme de Bigues i Riells.
Pren el nom de la propera ermita de Sant Bartomeu de Mont-ras.